# Château de Parthenay
Le château de Parthenay est un ancien château fort dont les vestiges se dressent sur la commune française de Parthenay dans le département des Deux-Sèvres.
Les vestiges du château font l'objet d'un classement aux monuments historiques.

## Localisation
Le château est situé au nord d'une plate-forme orientée nord-sud, s'enfonçant dans une boucle du Thouet qu'il domine à l'est, et à l'ouest de la commune de Parthenay, dans le département français des Deux-Sèvres. Il contrôlait la croisée des vieux chemins de Poitiers à Nantes et de Thouars à Niort.

## Historique
Les premières traces d'occupation humaine sur le site du château remontent autour des Xe et XIIe siècles. Durant la première moitié du XIIIe siècle (à partir de 1227), on voit les premières constructions à usage militaire. L'ensemble est fortifié les années suivantes. Le château subit encore des modifications au XVe siècle. Il est rasé en 1830.
Ce sont les Larchevêque, très puissants seigneurs poitevins, qui sont à l'origine du site qui garda toute son importance du XIIe au XVe siècle, vu le nombre de sièges princiers et royaux qu'il connut.

## Description
Les vestiges du château se dressent à la pointe nord d'une grande plate-forme d'approximativement 440 m de long sur 130 à 180 m de large, là où la dénivellation avec le val est la plus marquée. Le reste de l'enceinte haute est occupé par des maisons bourgeoise formant un bourg clos. Sous le commandement immédiat de la place s'est développée dans le vallon une riche bourgade.
Du château il ne reste que des vestiges dont une tour ronde. L'ancien château seigneurial est en ruines, mais la grande partie des murailles et tours émergent encore. Une grosse tour ronde, peut-être le donjon, a été restaurée et est un des vestiges les mieux conservés. Il reste aussi une bonne partie des remparts de la ville, qui ont été diminués de hauteur. Au boulevard de la Meilleraye, il reste beaucoup de traces de ces remparts et de tours en fer à cheval. Une deuxième enceinte, qui renforçait la première sur l'est et sur l'ouest, est encore visible au niveau de la rue du Moulin pour l'ouest et au niveau du calvaire au boulevard de la Meilleraye pour l'est, où il reste les soubassements d'une tour en fer à cheval.
Il ne faut pas oublier la belle porte Saint-Jacques, qui est un des anciens châtelets d'entrée de la ville. Munie de deux tours en amande et de mâchicoulis, elle surplombe une entrée en voûte d'ogive. De chaque côté de cette porte, il y a de beaux restes des remparts qui surplombent le Thouet.
Au pied de la citadelle, s'étire après avoir franchi le Thouet sur un pont fortifié qui a conservé deux tours en amande, la grande voie de pèlerinage, la vaux Saint-Jacques.

## Protection aux monuments historiques
Les vestiges du château sont classés par arrêté du 2 septembre 1994.